# Tiro con l'arco ai Giochi della IV Olimpiade - Double National Round femminile
La competizione del Double National Round femminile  di Tiro con l'arco ai Giochi della IV Olimpiade si tenne nei giorni 17 e 18 luglio 1908 allo Stadio di White City di Londra.

## Risultati
| Pos.    | Atleta                  | Nazione     | 50 iarde | 60 iarde | Totale |
| ------- | ----------------------- | ----------- | -------- | -------- | ------ |
| Oro     | Sybil Newall            | Regno Unito | 290      | 398      | 688    |
| Argento | Lottie Dod              | Regno Unito | 254      | 388      | 642    |
| Bronzo  | Beatrice Hill-Lowe      | Regno Unito | 228      | 390      | 618    |
| 4       | Jessie Wadworth         | Regno Unito | 248      | 357      | 605    |
| 5       | Dora Honnywill          | Regno Unito | 210      | 377      | 587    |
| 6       | Ethel Armitage          | Regno Unito | 189      | 393      | 582    |
| 7       | C. Priestley Foster     | Regno Unito | 229      | 324      | 553    |
| 8       | Lillian Wilson          | Regno Unito | 167      | 367      | 534    |
| 9       | Brenda Wadworth         | Regno Unito | 201      | 321      | 522    |
| 10      | Adelaide Boddam-Whetham | Regno Unito | 205      | 305      | 510    |
| 11      | Gertrude Appleyard      | Regno Unito | 222      | 281      | 503    |
| 12      | Louisa Nott-Bower       | Regno Unito | 206      | 297      | 503    |
| 13      | Norman Robertson        | Regno Unito | 172      | 328      | 500    |
| 14      | Margaret Weedon         | Regno Unito | 197      | 301      | 498    |
| 15      | Albertine Thackwell     | Regno Unito | 181      | 303      | 484    |
| 16      | Doris Day               | Regno Unito | 161      | 322      | 483    |
| 17      | Katherine Mudge         | Regno Unito | 228      | 237      | 465    |
| 18      | S. C. Babington         | Regno Unito | 193      | 258      | 451    |
| 19      | Christopher Cadman      | Regno Unito | 194      | 233      | 427    |
| 20      | Martina Hyde            | Regno Unito | 163      | 256      | 419    |
| 21      | Sarah Leonard           | Regno Unito | 149      | 261      | 410    |
| 22      | Ina Wood                | Regno Unito | 170      | 217      | 387    |
| 23      | J. Vance                | Regno Unito | 157      | 228      | 385    |
| 24      | H. Rushton              | Regno Unito | 201      | 222      | 423    |
| 25      | Hilda Williams          | Regno Unito | 137      | 179      | 316    |